# Diabocilla
Diabocilla is een geslacht van zeesterren uit de familie Odontasteridae.

## Soort
- Diabocilla clarki McKnight, 2006